# 囲い屋
囲い屋（かこいや）とは、生活保護費搾取の貧困ビジネス・生活保護ビジネスをしているNPO団体や不動産関係の悪徳業者である。全国最多の生活保護受給者がいる大阪府では2010年に貧困ビジネス規制条例が制定された。

## 概要
生活困窮者に対して救済するなどと称して、住居をあっせんする。あっせんした住居を元に、生活保護を申請させる。家賃、弁当代などの名目で、生活保護費の一部ないし全部を交付させるという手法で生活困窮者から搾取をしている。
名目上は社会福祉法第2条第3項第8号に基づく事業として、ホームレス・野宿者等生活困窮者の自立支援を目的に、無料または低額料金で提供される一時的な住まいである無料低額宿泊所が行っていることが多い。

## 囲い屋の事例

### 埼玉県の事例
NHKの『クローズアップ現代』にて取り上げられた埼玉県での事例を記述する
。
生活保護を受給するには定まった住居が必要であると誤認させ（保護決定に際し、住居は要件ではない）、路上生活者らを「ここに入れば生活保護費を受けられる」という甘い言葉で誘い込み、宿泊所に入所させる。次に、職員が入所者に同行し、生活保護の手続きをさせるが、団体側が受給者の預金通帳やキャッシュカードを押さえている為、受給者の銀行口座から、施設使用料（家賃）・食費・運営費・その他光熱費等の名目で自動的に送金される手続きが取られている。こうした手続きは、通常、受給者本人しか出来ないはずだが、団体側は、受給者名義の印鑑を作り、口座を開設、それらを使用していた。その為、1か月13万円ほど支給される生活保護費が受給者本人に直接渡ることは無く、様々な名目の「経費」が差し引かれた末に手元に残るのは、僅か3万円程である。また、住環境も劣悪であり、1人にあてがわれるスペースは2帖ほど、ワンルームを薄いベニヤ板で仕切っただけの“部屋”で、プライバシーも無く、部屋同士の行き来や私語も禁止するといった“規則”も存在した。不満を口にする者に対しては、暴言も浴びせ、威圧していたという。
こうした団体が蔓延する要因は、行政のセーフティーネットの脆弱さにある。特に埼玉県ではホームレスの受け入れ態勢が整わず、民間が運営する「宿泊所」を受け皿としなければならない現状があった。問題となっているような団体は、公的な支援施設が殆ど無い都道府県を狙い定めて施設を設置している。
厚生労働省は、2009年10月に無料低額宿泊施設等のあり方に関する検討チームを省内に設置し、2010年度から優良施設に対し運営費の助成を行なうことを決定した。一施設あたり入所者の自立支援をする職員2人程度の人件費などを、2010年度は約100ヶ所を対象に助成する予定で、年間予算額は5-10億円程度になる予定。入所者支援を重視する優良施設と生活保護費ピンハネ等の貧困ビジネス型施設の選別をすすめていくとした
。

### 大阪府の事例
2010年3月から2012年3月にかけ、大阪府在住の生活保護受給者の男性3人から、家賃支払いが滞った場合に備えて保険会社と契約を結ぶと、架空の保険会社を支払先として指定して騙し、計5万円を詐取したとして、山口組系暴力団組員で住宅管理会社役員の46歳の男性とその従業員の男性の2人が詐欺容疑で大阪府警捜査4課に逮捕された。

### アメリカの事例
カリフォルニア州を拠点とするキリスト教会「インペリアル・バレー・ミニストリーズ」が、路上生活者らを鍵の付いたグループホームに閉じ込め身分証明書を取り上げて監禁した上で、週6日1日当たり9時間の物乞いを強要した。更には、路上生活者に受給されるべき生活保護給付金を取り上げた。他にも、聖書以外の読書や「俗世」に関して話すことを禁じる厳格なルールを被害者に課した。
被害者が窓を割って逃走し、警察に通報したことでこれらの行為が発覚し、2019年9月10日に教会の指導者12人を、共謀、強制労働、身分証明書の没収、給付金詐欺を行った疑いで連邦司法当局により摘発された。